# Mistrzostwa Świata w Zapasach 1959
Mistrzostwa Świata w Zapasach 1959 odbyły się w mieście Teheran (Iran).

## Styl wolny
| Konkurencja: | Złoto               | Srebro             | Brąz              |
| ------------ | ------------------- | ------------------ | ----------------- |
| -52 kg       | Ali Alijew          | Ahmet Bilek        | Muhammad Niaz-Din |
| -57 kg       | Hüseyin Akbaş       | Tauno Jaskari      | Władimir Arsenian |
| -62 kg       | Mustafa Dağıstanlı  | Stanczo Kolew      | Muhammad Akhtar   |
| -67 kg       | Wołodymyr Syniawski | Enju Wyłczew       | Hayrullah Şahin   |
| -73 kg       | Emam Ali Habibi     | Wachtang Balawadze | İsmail Ogan       |
| -79 kg       | Georgij Szirtladze  | Géza Hollósi       | Lothar Lippa      |
| -87 kg       | Gholam Reza Tachti  | Petko Sirakow      | Maurice Jacquel   |
| +87 kg       | Lutwi Achmedow      | Hamit Kaplan       | Sawkudz Dzarasow  |

## Tabela medalowa
| Lp. | Państwo   | Złoto | Srebro | Brąz |
| --- | --------- | ----- | ------ | ---- |
| 1   | ZSRR      | 3     | 1      | 2    |
| 2   | Turcja    | 2     | 2      | 2    |
| 3   | Iran      | 2     | 0      | 0    |
| 4   | Bułgaria  | 1     | 3      | 0    |
| 5   | Węgry     | 0     | 1      | 0    |
|     | Finlandia | 0     | 1      | 0    |
| 7   | Pakistan  | 0     | 0      | 2    |
| 8   | NRD       | 0     | 0      | 1    |
|     | Francja   | 0     | 0      | 1    |